# Portoriko
Portoriko (španělsky Puerto Rico, česky Bohatý přístav) je nezačleněné území Spojených států amerických, ležící v Karibském moři mezi ostrovy Hispaniola a souostrovím Malých Antil. Má rozlohu 9 104 km² a přibližně 3,29 milionu obyvatel.

## Historie
Po objevení Ameriky Evropany se Portoriko stalo španělskou kolonií a v 16. století Španělé, kteří na ostrově zřídili generální kapitanát Portoriko. V roce 1898 proběhla Španělsko-americká válka, ve které Španělsko prohrálo. Portoriko se spolu s Kubou, Filipínami a Guamem stalo kolonií USA. V roce 1937 došlo ve městě Ponce k poklidné demonstraci, která vyústila v masakr spáchaný americkými policisty, kteří zastřelili 17 lidí včetně sedmileté holčičky.
Na přelomu srpna/září 2017 se přes Portoriko přehnaly hurikány Irma a Maria, které ostrov zanechaly materiálně a infrastrukturálně zničený.

## Symboly
Portoriko, závislé území USA, užívá vedle amerických symbolů i své vlastní.

### Vlajka
Portorická vlajka je tvořena listem o poměru stran 2:3 se třemi červenými a mezi nimi dvěma bílými vodorovnými pruhy. U žerdi je modrý klín ve tvaru rovnoramenného trojúhelníka s bílou, pěticípou hvězdou.

### Hymna
Portorická hymna je píseň La Borinqueña, nazvaná z původního názvu Portorika Borinquen nebo Boriquen. Text písně napsal Manuel Fernández Juncos, současnou verzi hudby složil Luis Miranda.

## Geografie
Portoriko je nejmenší z ostrovů Velkých Antil. K Portoriku náleží i několik blízkých menších ostrovů – západně od hlavního ostrova se nalézá ostrov Mona, na východ pak Culebra a Vieques. S rozlohou 8 896 km² je hlavní ostrov Portorika 3. největším ostrovem USA a 82. největším na Zemi. Reliéf je převážně hornatý, v centrální části ostrova se rozprostírá pohoří Cordillera Central, ve kterém se nachází nejvyšší bod celého ostrova – Cerro de Punta (1 339 m n. m.). Severní pobřeží je vlhké a porostlé bujnou vegetací, zatímco na jihu ostrova panuje sušší klima. Největším chráněným územím je Národní les El Yunque na severovýchodě ostrova, v pohoří Sierra de Luquillo.

## Obyvatelstvo
Obyvatelé jsou Portorikánci, na ostrově se nenacházejí téměř žádné národnostní menšiny, vyjma kontinentálních Američanů. Portoriko je jediným územím USA, kde se mluví výhradně španělsky. Na Portorikánce vždy v USA hleděli jako na občany nižší kategorie, proto se úřady ve Washingtonu pokusily povýšit ostrov na 51. stát USA. Místní ale odmítli, protože by museli platit daně. Početná komunita Portorikánců žije také v New Yorku.

## Statut a občanství
Občané Portorika jsou zároveň občany USA. Protože však Portoriko není státem USA, žádný občan Spojených států, který je rezidentem na jeho území, nemá právo volit ani do jedné z komor federálního parlamentu a ani volit prezidenta Spojených států (toto omezení platí pro všechny občany USA, kteří jsou v době voleb rezidenty Portorika, i když pocházejí z jiné části země). Pokud se ale občan Portorika přestěhuje kamkoli jinam (například na území jednoho z 50 států USA, nebo třeba do Evropy), právo volit prezidenta USA a federální parlament automaticky nabývá. Tato situace je analogická k dalším územím Spojených států, která nejsou jedním ze členských států, nebo federálním distriktem (v současné době pouze Washington D.C., který byl ve stejné situaci od roku 1801 až do roku 1961, kdy byla jeho obyvatelům přiznána volební práva 23. dodatkem k federální ústavě).
Dne 6. listopadu 2012 se konalo na ostrově nezávazné referendum, v kterém se obyvatelé Portorika těsnou většinou vyslovili pro status plnohodnotného státu USA.

## Ekonomika

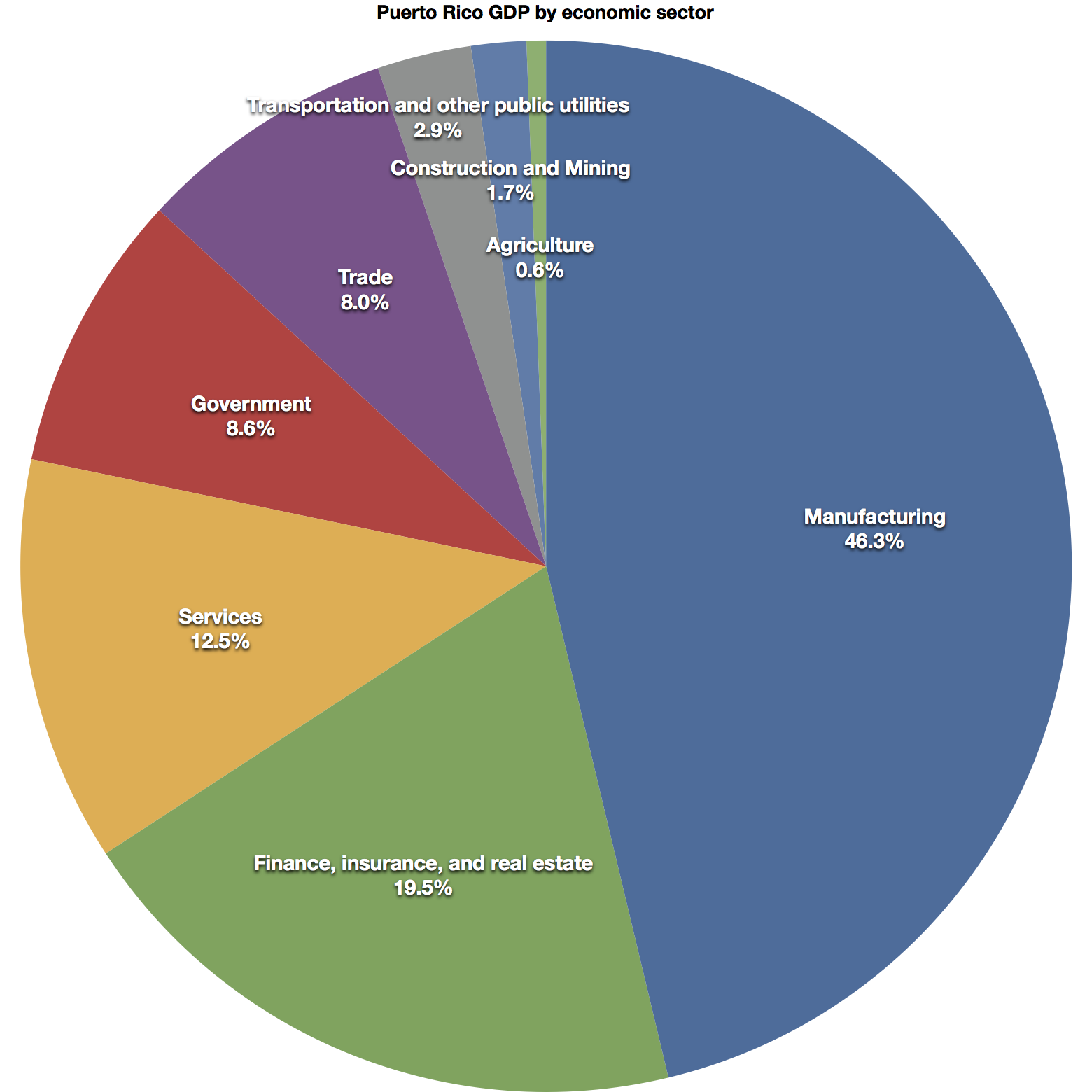
Portorické HDP podle odvětví

Portorická ekonomika byla tradičně postavená na zemědělství – vyváží se cukrová třtina, káva, cukr, banány do USA. Dále se zde také nachází většina odvětví lehkého i chemického průmyslu, zpracovávajícího základní suroviny (např. ropu a plyn), ale i výroba elektroniky, textilu apod. Podniky ze Spojených států využívají výhodu nižších mzdových nákladů, díky jejich pomoci i podpory ze strany vlády je životní úroveň na ostrově na přijatelné úrovni.
Obyvatelé nemusejí platit federální daně, dostávají však federální dávky. Země je v dlouhodobém deficitu vládních rozpočtů.
Země je závislá jak na ropě, tak zemním plynu. Její roční energetická produkce a spotřeba se pohybují okolo 24 resp. 23 TWh. Portoriko, zejména jeho jihovýchodní pobřeží, leží blízko studené části atlantického termohalinního výměníku, což vytváří ideální podmínky pro instalaci oceánského převodníku hydrotermální energie.

## Doprava
Na ostrově existuje pouze nákladní železniční doprava, vše ostatní je přepravováno silničně (90 % silnic má pevný povrch), částečně letecky – Portoriko disponuje 8 letišti. Ta se nacházejí hlavně ve větších městech. Od roku 2005 je v hlavním městě provozován Tren Urbano (metro).

## Města

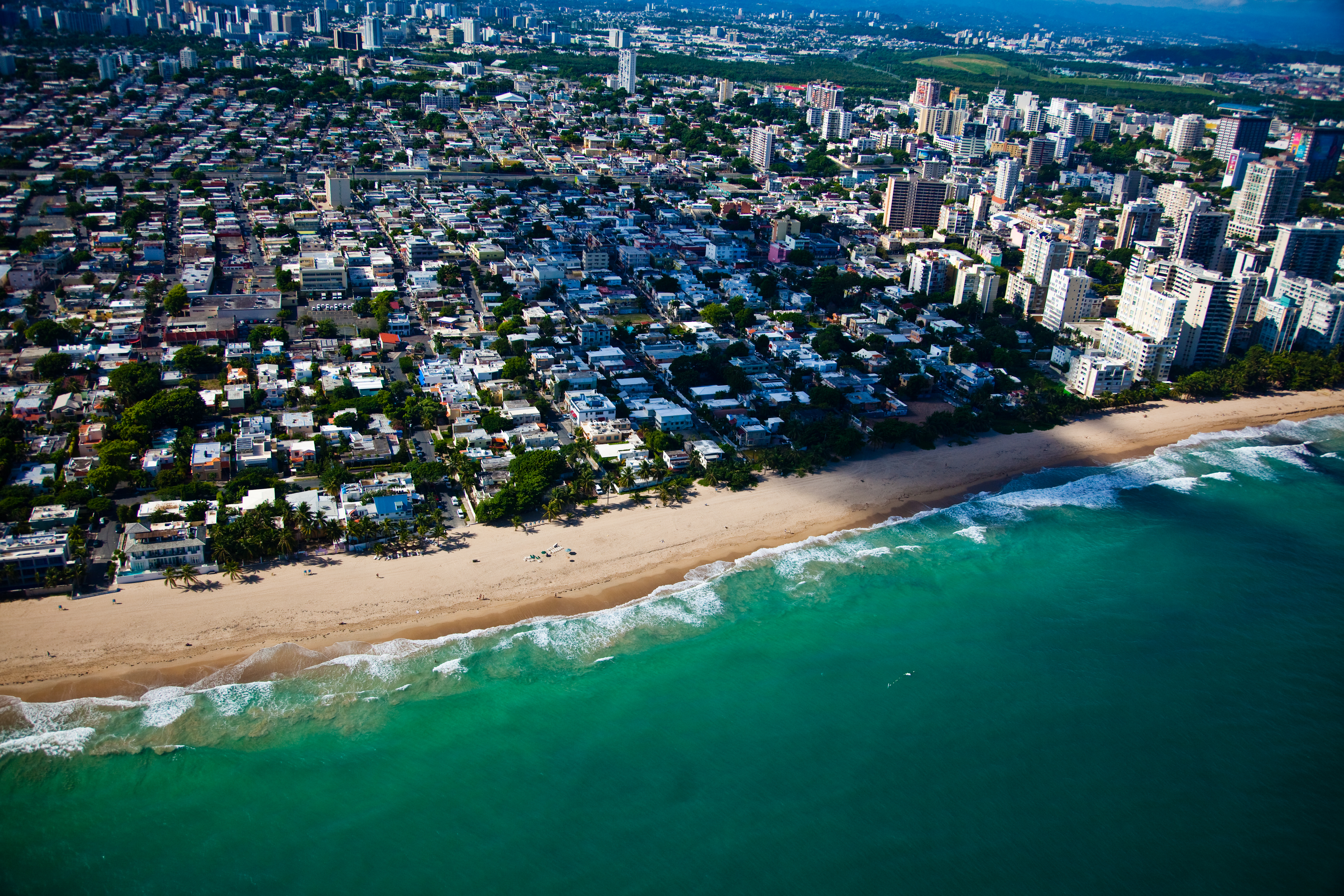
Hlavní město San Juan

- San Juan (hlavní)
- Bayamón
- Mayagüez
- Aguadilla
- Ponce
- Guyama
- Carolina
- Arecibo